# Portsmouth Naval Shipyard

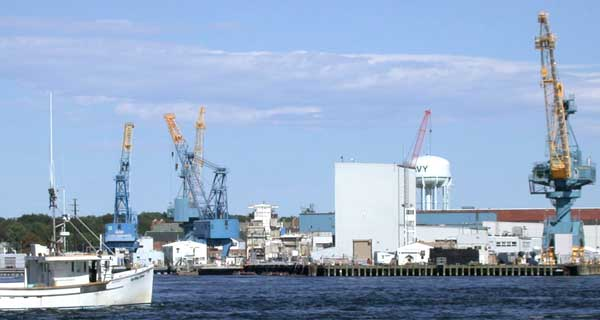
Die Werftanlagen vom gegenüberliegenden Ufer des Piscataqua River aus gesehen

Die Portsmouth Naval Shipyard ist eine Marinewerft der United States Navy. Die Werft liegt nahe Kittery, Maine am Ufer des Piscataqua River, und nicht, wie vermutet werden könnte, am gegenüberliegenden Ufer in Portsmouth, New Hampshire. Nicht verwechselt werden darf die Werft auch mit der Norfolk Naval Shipyard, die in Portsmouth, Virginia liegt.

## Geschichte

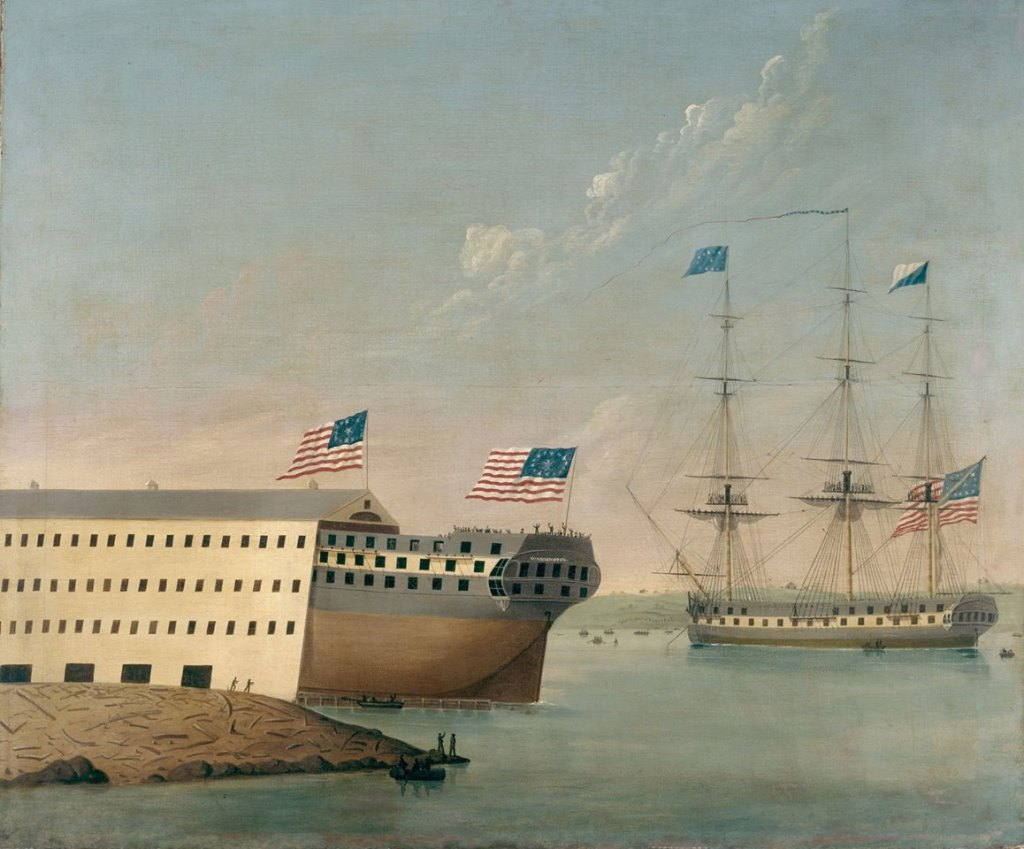
Stapellauf der Washington

Die Werft wurde bereits im Juli 1800 gegründet, womit sie die älteste durchgehend aktive Werft der US Navy ist. Das erste dort gebaute Schiff war das Linienschiff Washington, das 1814 vom Stapel lief. Zum Schutz der Werft und des Hafens von Portsmouth wurden vom 18. Jahrhundert bis zum Ende des Zweiten Weltkriegs mit Fort Washington, Fort Stark, Fort Constitution und Fort Dearborn in New Hampshire sowie Fort Sullivan, Fort McClary und Fort Foster in Maine insgesamt sieben Küstenbefestigungen erbaut, die aber alle nie in direkte Kampfhandlungen verwickelt wurden.
Bekannt wurde die Werft für die 1905 dort abgehaltenen Friedensverhandlungen, die mit dem Vertrag von Portsmouth den Russisch-Japanischen Krieg beendeten. Auf dem Werftgelände wurde auch The Castle unterhalten, ein Militärgefängnis, in dem neben Personal der Navy und des Marine Corps auch deutsche U-Boot-Fahrer einsaßen. Das Gefängnis wurde 1974 geschlossen.
Im Zweiten Weltkrieg ließ die Werft zahlreiche U-Boote vom Stapel. Anfang der 1950er Jahre entwickelte die Portsmouth NSY mit der Albacore das erste Versuchs-U-Boot mit der hydrodynamisch optimierten tropfenförmigen Rumpfform, und daraus dann die Barbel-Klasse, die erste Anwendung des Rumpfes in regulären Einheiten. Im Verlauf des Kalten Krieges fertigte die Werft auch Atom-U-Boote, darunter die unglückselige Thresher und zwei weitere Boote der Thresher-Klasse.
2005 wurde die Werft auf die Liste des Base Realignment and Closure Committee gesetzt, danach sollte die Werft 2008 geschlossen werden. Nach Protestaktionen der Angestellten, die eine Save-Our-Shipyard-Kampagne starteten, wurde die Werft am 24. August 2005 von der Liste entfernt.